# Royal Thames Yacht Club

Bandera Royal Thames Yacht Club

Royal Thames Yacht Club (RTYC) – najstarszy działający klub żeglarski w Wielkiej Brytanii. Główna siedziba znajduje się w Londynie, przy 60 Knightsbridge, naprzeciw Hyde Parku. Klub ma za cel:

Zapewnienie członkom wyjątkowych rejsów, regat i imprez towarzyskich w Wielkiej Brytanii i na świecie, opierając się na wyjątkowym dziedzictwie klubu, obiektach w centrum Londynu i bliskich, wzajemnych relacjach z innymi wiodącymi klubami jachtowymi na całym świecie.

## Historia
RTYC powstał w 1775 roku, kiedy książę Henryk, książę Cumberland i Strathearn, brat króla Jerzego III, wystawił srebrny puchar na wyścig na Tamizie i założył flotę Cumberland (po angielsku: Cumberland Fleet), co do dziś pozostaje alternatywną nazwą klubu. Nazwa RTYC pochodzi z 1830 roku, kiedy tron objął Wilhelm IV. Członkowie klubu początkowo spotykali się w kawiarniach. Od 1857 roku klub posiadał różne nieruchomości w Londynie, przenosząc się do obecnej lokalizacji 60 Knightsbridge w 1923 roku.
W 1840 roku, oprócz RTYC, działało kilka innych klubów żeglarskich na Tamizie, w tym Royal Sailing Society, Clarence Club, British Yacht Club i Royal Yacht Squadron. Żeglarstwo RTYC początkowo odbywało się na Tamizie, a potem w cieśninie Solent, która zyskała na znaczeniu w latach pięćdziesiątych XIX wieku, a kolej pozwoliła na dostęp do południowego wybrzeża.
Klub miał wielu wybitnych oficerów flagowych i tradycyjnie komandorem jest członek brytyjskiej rodziny królewskiej. Louis Mountbatten, pierwszy hrabia Mountbatten z Birmy był komandorem przez 20 lat, a obecnie komandorem klubu jest Andrzej, książę Yorku. Patronem klubu jest Filip, książę Edynburga, a admirałem – Karol, książę Walii.
W 2019 roku Jennifer Woods służyła jako pierwsza kobieta w randze "Rear Commodore" w Roya Thames Yacht Club od założenia klubu w 1775 roku.

## Aktywności
Klub angażuje się w szereg imprez żeglarskich zarówno dla żeglarzy rekreacyjnych, jak i regatowych, właścicieli jachtów motorowych, jak i wszystkich zainteresowanych morzem. Poprzez imprezy klubowe i inne kontakty członkowie mają dostęp do aktywności żeglarskich na całym świecie. Korzystają również ze wszystkich udogodnień klubu w Knightsbridge i współpracujących klubów na całym świecie.

### Regaty
Klub bierze udział w wielu regatach zarówno w Wielkiej Brytanii, jak i na całym świecie. Na cieśninie Solent odbywają się coroczne regaty Cumberland – zarówno flotowe, jak i meczowe. Klub jest szczególnie aktywny w wyścigach zespołowych łodzi kilowych i regularnie rywalizuje z innymi wiodącymi klubami na całym świecie.

### Rekreacja
Co roku klub organizuje rejsy po wodach Wielkiej Brytanii i za granicą. Rejsy zagraniczne odbywały się na całym świecie od Nowej Zelandii po Karaiby. Niektórzy członkowie startujądo swoich łodzi, a inni je czarterują.

### Wydarzenia towarzyskie
Klub organizuje różnorodne imprezy towarzyskie. Tradycyjne imprezy jak "Black Tie", które odbywają się od ponad stu lat,

### Inne
Klub posiada licencję na zawieranie małżeństw cywilnych i związków partnerskich.

### Działalność charytatywna
Royal Thames Yacht Club Charitable Trust zapewnia fundusze młodym ludziom ze środowisk defaworyzowanych, aby mogli zostać członkami załogi jachtu i doświadczyć wyprawy na morze.

## Galeria

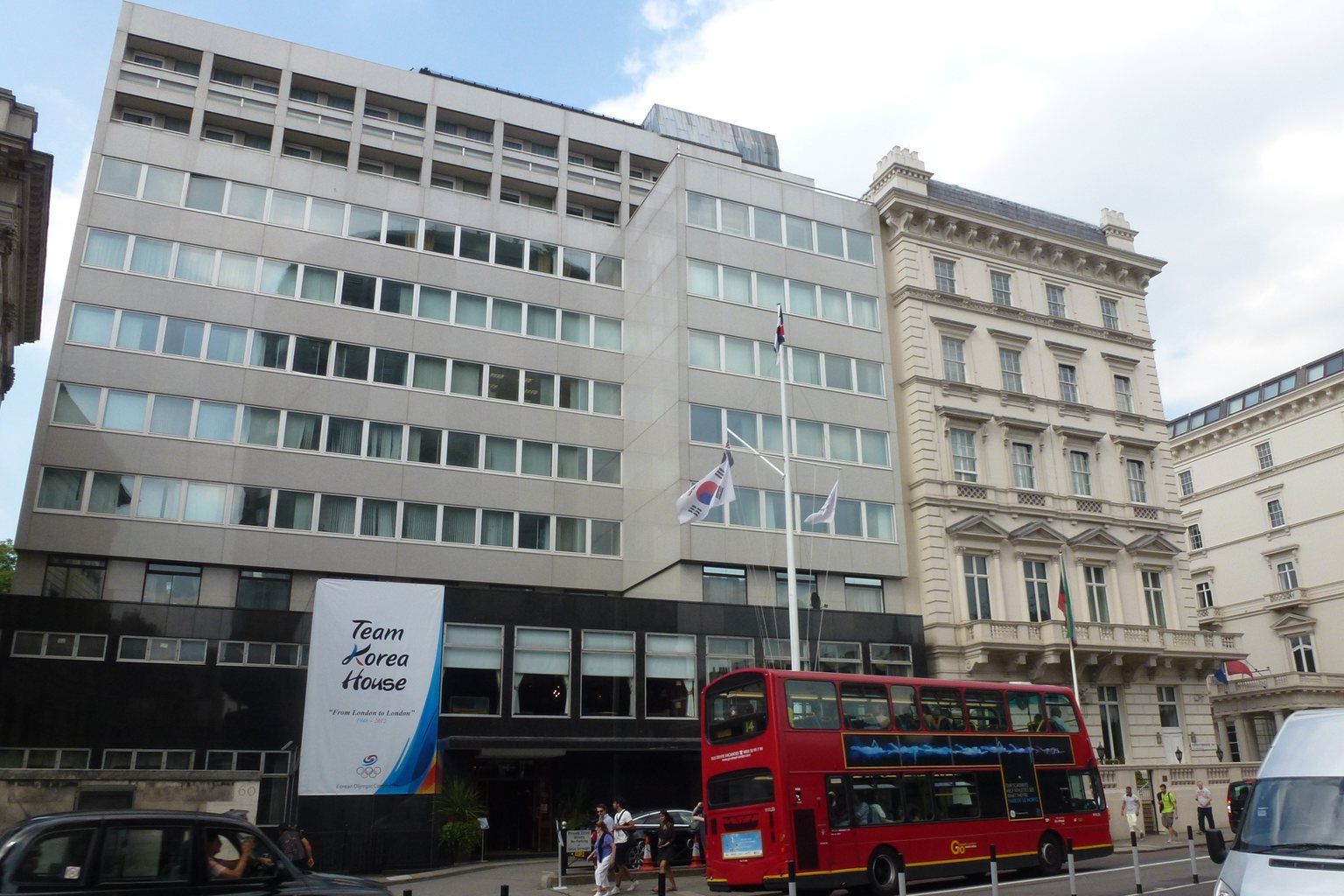
Kwater główna na zewątrz w sierpniu 2012.
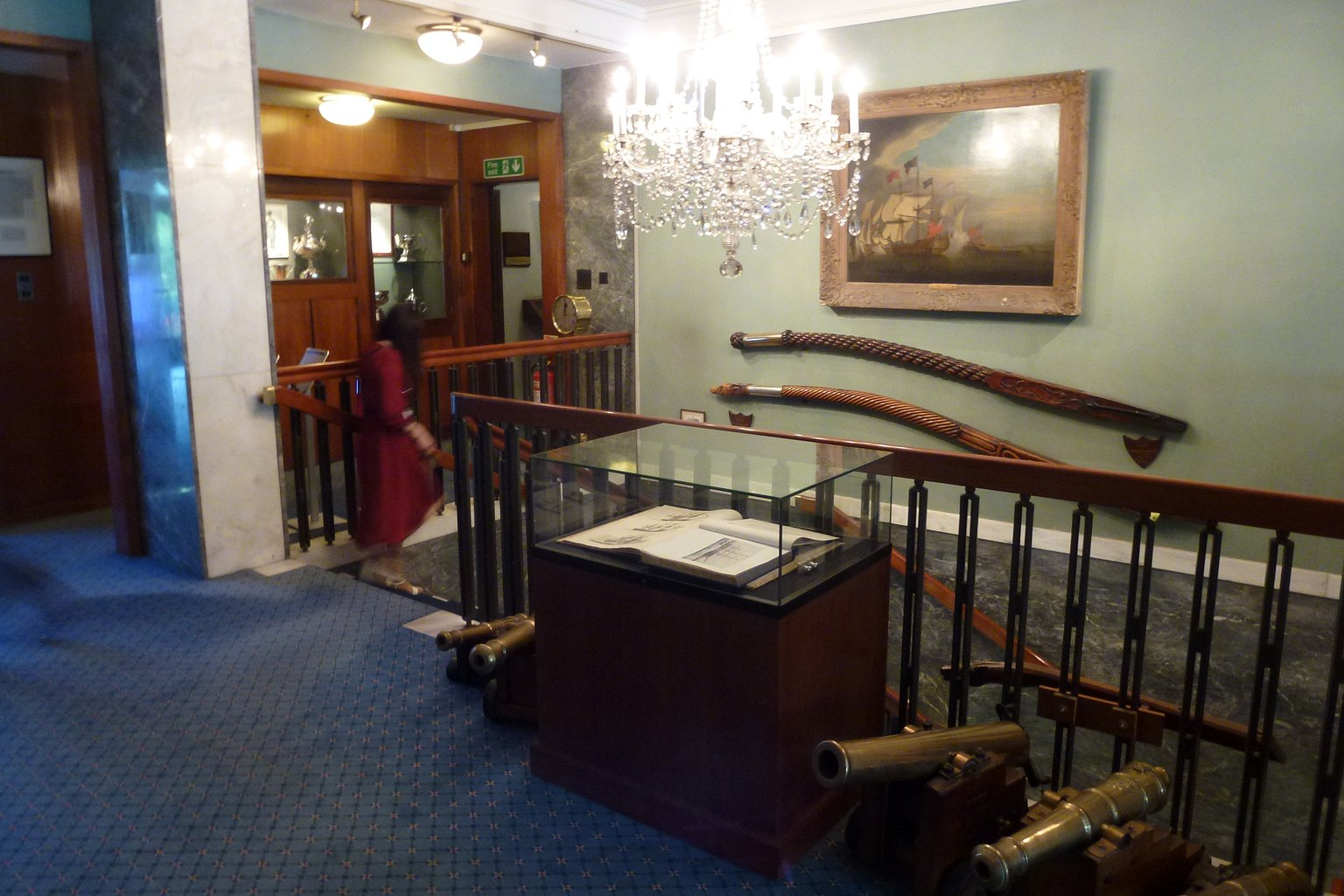
Kwater główna wewnątrz w sierpniu 2012.
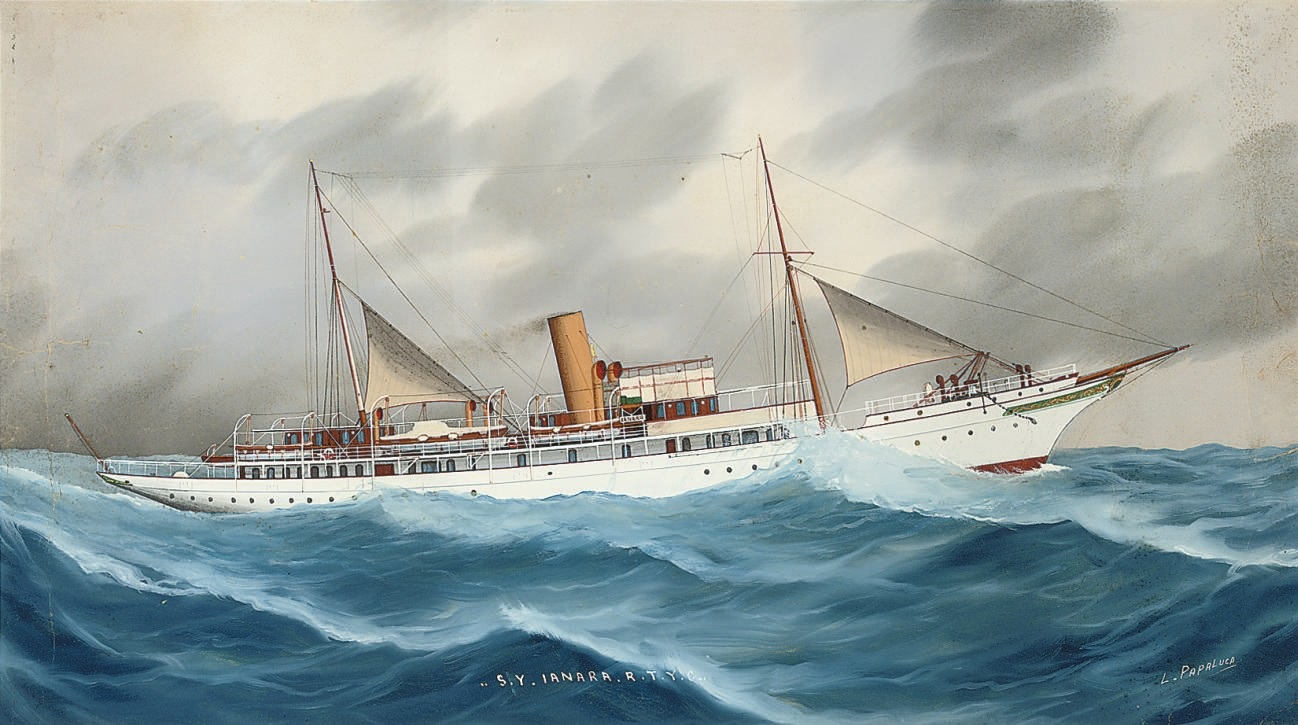
Parowiec Ianara klubu Royal Thames Yacht Club namalowany przez Luca Papaluca (1890–1934).
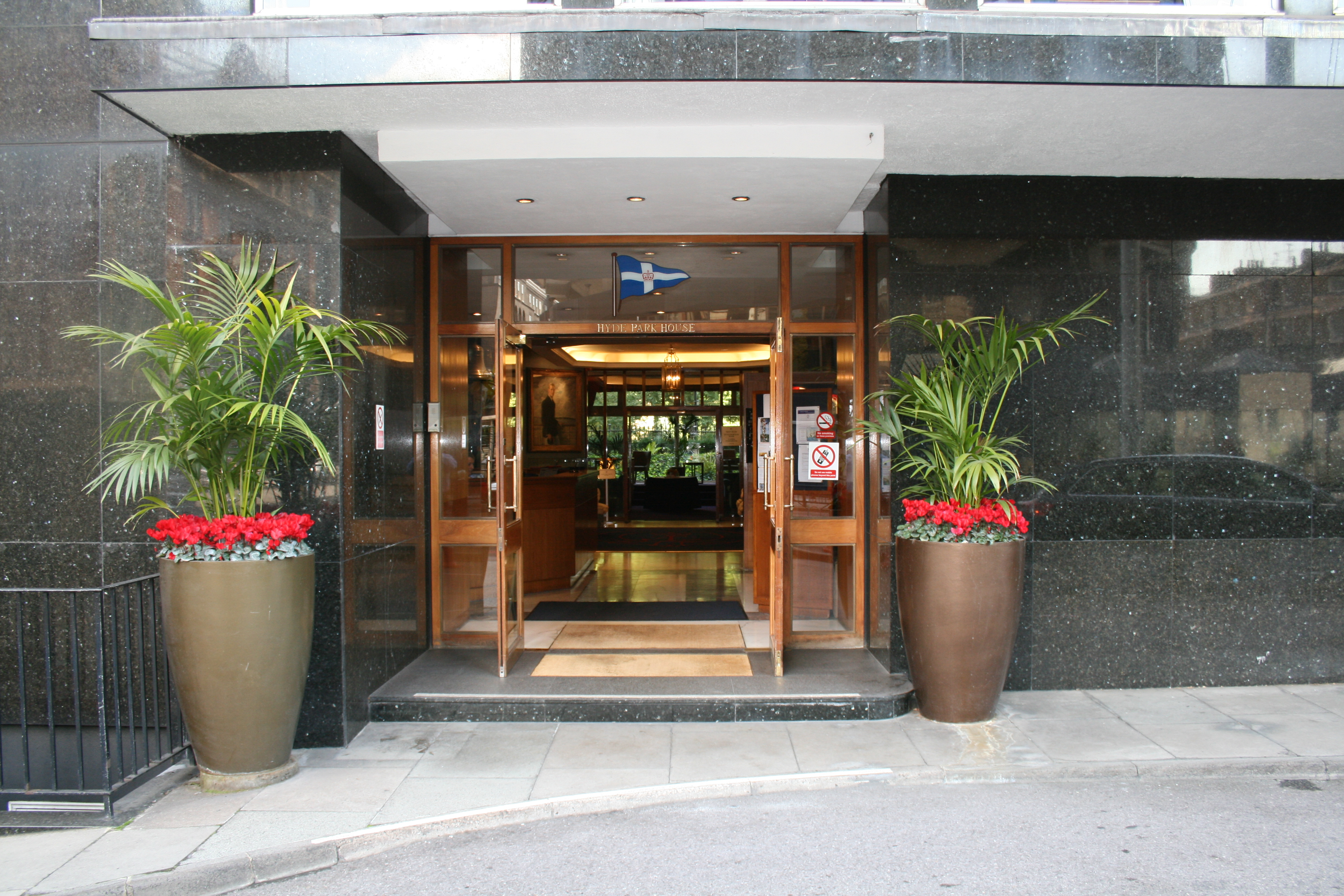
Wejście do klubu
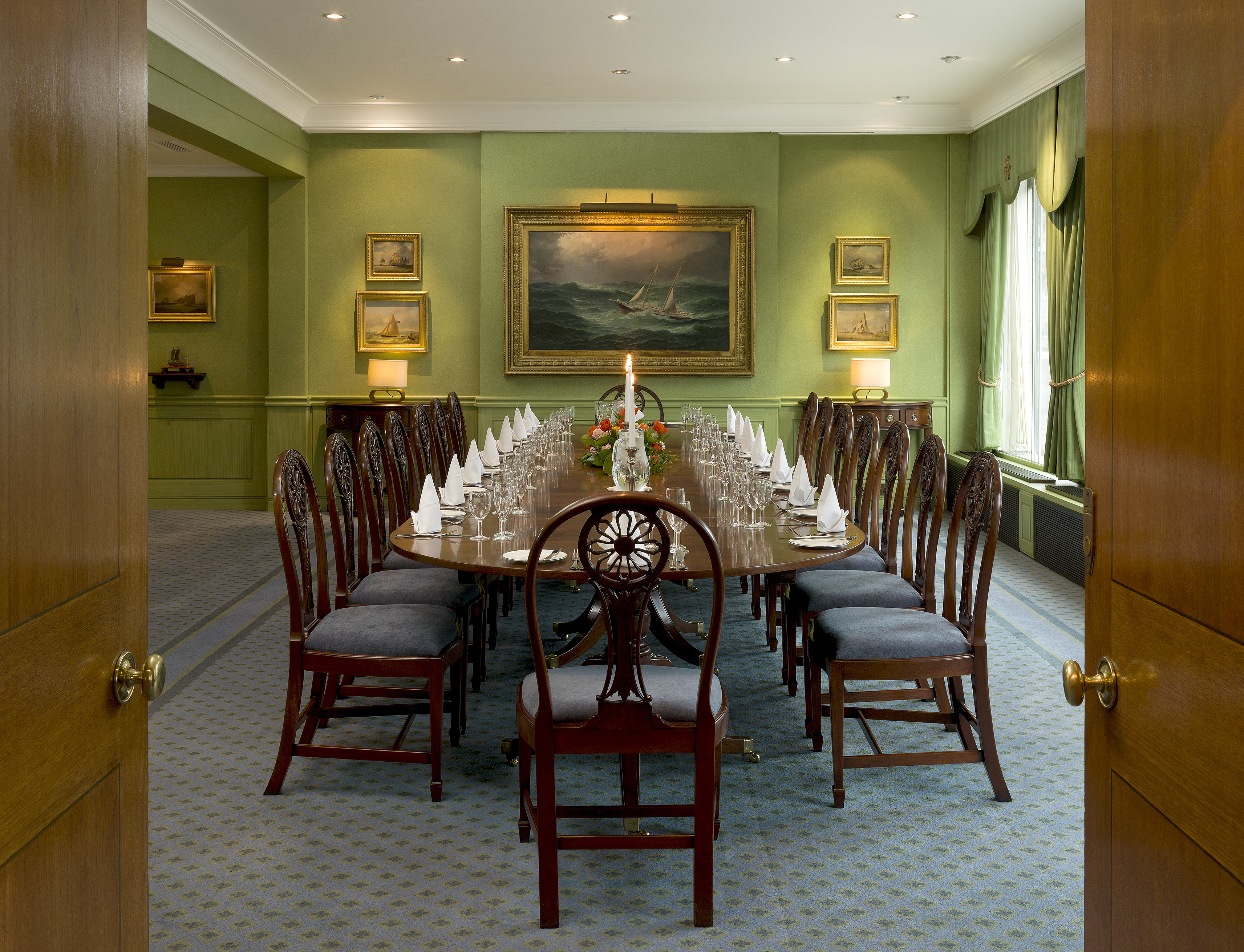
Pokój Edinburgh.
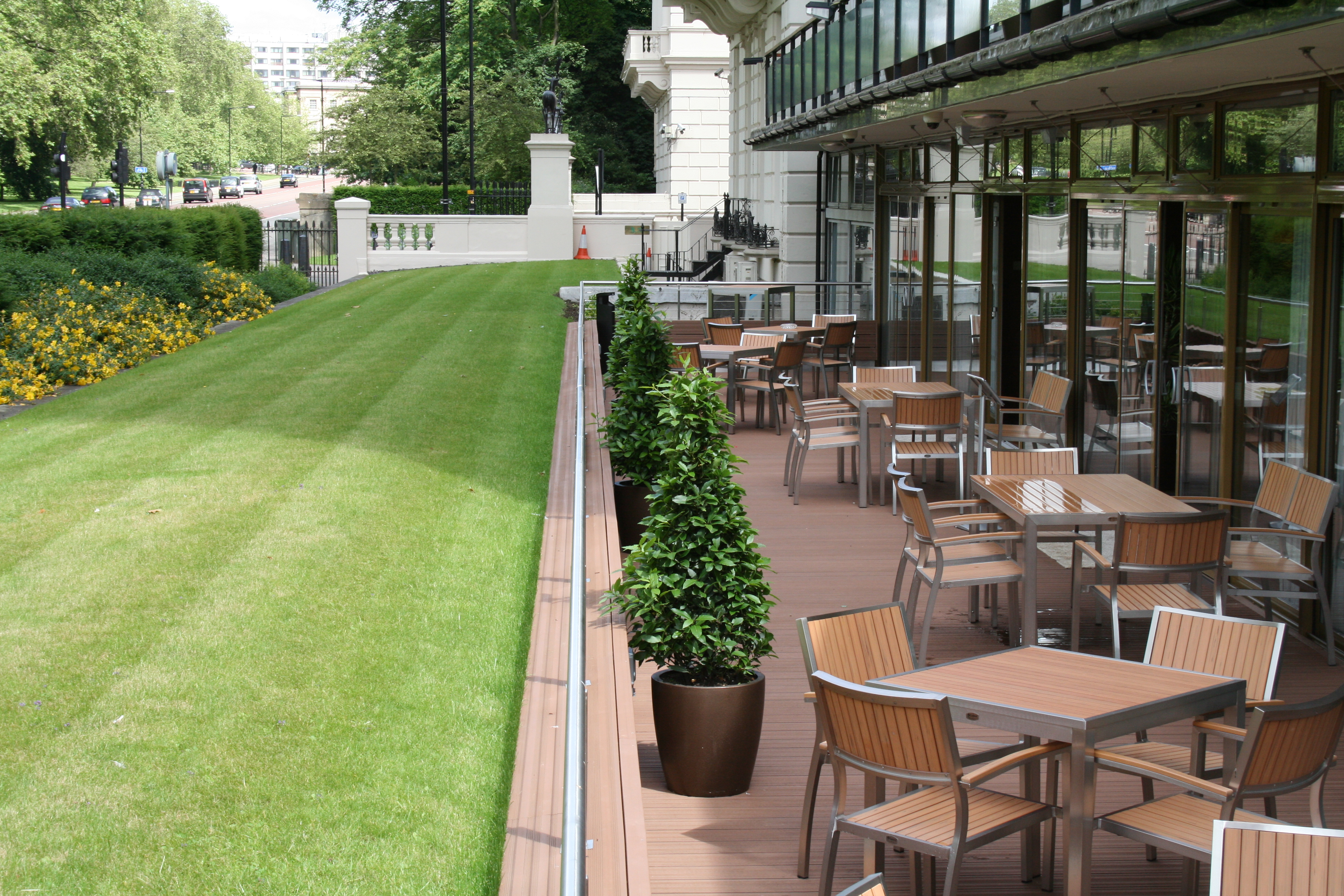
Ogródek w siedzibie klubu.